# Lingerie (chanteur)
Pour les autres significations, voir Lingerie.
Emmanuel Manny Deanda, dit « Lingerie », est le chanteur du groupe de R&B Pretty Ricky. Il est né en 1984 à Pittsburgh.
Il a commencé sa carrière musicale comme leader du groupe de R&B Crave, originaire de Pittsburgh, composé de Mandell Loman "The Jonezes", Maurice Walker "Lil Hollywood" et donc de Manny Deanda qui chantait alors sous le pseudonyme de "E.R. The Star". Crave a sorti en 2005 l'album Dem Boyz contenant les singles Freaky Deaky et Ask For It By Name. Aux Pittsburgh Hip Hop Awards 2008, Manny Deanda reçoit une récompense pour le titre de meilleur chanteur de la ville américaine de Pennsylvanie.
Fin 2008, il délaisse son groupe et commence à travailler avec Pretty Ricky et 4play (alors chanteur du groupe). Mais dès le début de l'année 2009, 4play part: Manny Deanda prend le pseudonyme de "Lingerie" est devient officiellement le troisième chanteur des Pretty Ricky.